# Барнав
Барнав (фр. Barnave) насеље је и општина у источној Француској у региону Рона-Алпи, у департману Дром која припада префектури Ди.
По подацима из 2011. године у општини је живело 170 становника, а густина насељености је износила 13,02 становника/km². Општина се простире на површини од 13,06 km². Налази се на средњој надморској висини од 610 метара (максималној 1.339 m, а минималној 474 m).

## Демографија
| 1962. | 1968. | 1975. | 1982. | 1990. | 1999. | 2011. |
| ----- | ----- | ----- | ----- | ----- | ----- | ----- |
| 91    | 117   | 109   | 119   | 125   | 155   | 170   |

График промене броја становника у току последњих година